# Васил Драгомиров
Васил Пандев (Панчев, Карапанчев) Драгомиров е български просветен деец, общественик и революционер от Македония, деец на Вътрешната македоно-одринска революционна организация.

## Биография
Роден е през 1881 година в струмишкото село Драгомирово, тогава в Османската империя, днес несъществуващо. Семейството му се преселва в град Струмица, след като един от драгомировските бейове казва на баща му да работи на празник. Първоначално учи в българските килийни училища в Пиперево и Робово. Баща му отказва да го прати на училище в града, защото:
| „ | Ние сме бугари, а тука в града нема бугарско училище. | “ |

В 1892 година е сред първите ученици на новооткритото българско училище в Струмица, в което преподава Петруш Динев от Кукуш, Календаров и Атина от Велес. От 1897 година учи в Българското педагогическо училище в Скопие, което завършва в 1901 година. До 1903 година е учител в струмишкото село Попчево. Установява контакти с местни и други дейци на ВМОРО като Христо Чернопеев, Сава Михайлов, Коста Мазнейков, Кръстьо Асенов, Андрей Димков.
От 1903 до 1904 година учителства в Босилово, където успява да примири екзархийскита и гъркоманската партия, а от 1904 до 1905 година във Велюса, където успява да организира българското училище и да увеличи многократно учениците. През 1904 година е арестуван от властите, но след заплашително писмо от струмишкия войвода Иван Тодев е освободен. Същата година отново е преследван поради клевети на гръцкия владика Григорий, че се опитва да направи местните гърци българи, но отново след заплашително писмо от Христо Чернопеев до владиката е освободен.
В 1905 година се жени в Струмица за сестрата на Иван Ингилизов. Присъства като делегат на Струмишкия окръжен конгрес през 1904 година, както и на конгреса през 1905 година. През лятото на 1905 година след убийството на войводата Иван Тодев, в него са открити писма на Драгомиров и той е арестуван и лежи няколко месеца в затвора Еди куле в Солун. Уволнен е от владиката Герасим Струмишки, който е в конфликт с ВМОРО. От 1905 до 1906 година е учител в Берово и има сблъсъци с дейците на местния комитет на Върховния комитет. Но след сръбски провокации влиза в контакт с местния върховистки войвода Любомир Стоенчев за съвместни действия срещу сърбоманите в Берово. Заедно с Христо Чернопеев успяват да се справят с четата на сръбския войвода Джура Иванишевич (Гюро капитан), който е разбит в сражение с войска, след провокация от българска чета.
В 1906 година става учител в Горна Джумая, където прекарва три учебни години и участва в работата на местния революционен комитет. В 1909 година е назначен за учител в Струмица със съдействието на училищния инспектор Христо Тенчев. След три години става учител в Радовиш, където го заварва Балканската война. След войната работи като бирник и учител в Струмица.
Участва в Първата световна война с 3 бригада на 11 дивизия. Участва заедно с Христо Чернопеев в Криволашкото сражение. В края на 1918 година, след приключване на войната е избран за кмет на Струмица. След като града е предаден на Сърбия по Ньойския договор, се установява със семейството си в Горна Джумая, където става начален учител. От 1925 година е директор на местната прогимназия до пенсионирането си в 1936 година. По-късно се преселва със семейството си в София.
Умира през 1969 година. Автор е на спомени, които са писани на преклонна възраст и за жалост са незавършени.